# Intuïció

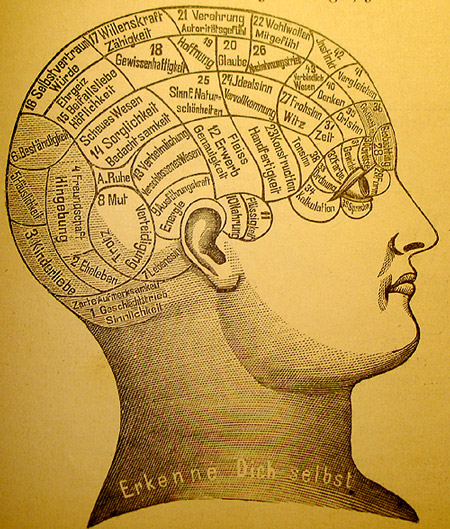
Un mapeig frenològic del cervell. La frenologia va ser un dels primers intents de correlacionar les funcions mentals amb parts específiques del cervell.

La intuïció és l'accés al coneixement sense intervenció conscient de la raó (Burke), de forma que un fet, veritat o estat s'apareix com a evident a la ment sense necessitat d'anàlisi (Descartes). El procés de comprensió d'un símbol o analogia parteix de l'ús de la intuïció (Henri Bergson). Sovint la intuïció té un fort component subjectiu que en fa difícil la seva comunicació a d'altres, per això històricament s'ha lligat amb un "sisè sentit", revelacions divines o fins i tot fenòmens paranormals. Treure profit de la pròpia intuïció demostra una bona intel·ligència intra-personal (segons Howard Gardner).
La intuïció sembla estar controlada per l'hemisferi dret del cervell, on predomina la creativitat i la imaginació, que intervenen per predir esdeveniments o copsar un concepte no explícit. L'experiència prèvia, l'habilitat en desxifrar la comunicació no verbal aliena i la pràctica del denominat pensament lateral reforcen la intuïció. Permet prendre decisions de forma més ràpida i, per tant, és un mecanisme adaptatiu.
Les persones que confien molt en les seues intuïcions solen creure més falsedats.